# Dunaszentgyörgyi-láperdő
Dunaszentgyörgyi-láperdő este o arie protejată (arie specială de conservare — SAC, sit de importanță comunitară — SCI) din Ungaria întinsă pe o suprafață de 328,03 ha, integral pe uscat.

## Localizare
Centrul sitului Dunaszentgyörgyi-láperdő este situat la coordonatele 46°32′49″N 18°49′48″E / 46.546944°N 18.83°E.

## Înființare
Situl Dunaszentgyörgyi-láperdő a fost declarat sit de importanță comunitară în mai 2004 pentru a proteja 1 specie de plante și 10 specii de animale. Situl a fost protejat și ca arie specială de conservare în februarie 2010.

## Biodiversitate
Situată în ecoregiunea panonică, aria protejată conține 4 habitate naturale: Liziere de ierburi înalte hidrofile de câmpie și de nivel montan până la alpin, Păduri aluvionare cu Alnus glutinosa și Fraxinus excelsior (Alno-Padion, Alnion incanae, Salicion albae), Pajiști aluvionare inundabile, de Cnidion dubii, Lacuri și iazuri distrofice naturale.
La baza desemnării sitului se află mai multe specii protejate:
- plante (1): Cirsium brachycephalum
- amfibieni (2): buhai de baltă cu burta roșie (Bombina bombina), triton cu creastă dobrogean (Triturus dobrogicus)
- mamifere (4): liliac cârn (Barbastella barbastellus), liliac cu urechi mari (Myotis bechsteinii), liliac comun (Myotis myotis), popândău (Spermophilus citellus)
- nevertebrate (3): croitorul mare al stejarului (Cerambyx cerdo), rădașcă (Lucanus cervus), fluturele purpuriu (Lycaena dispar)
- pești (1): boarță (Rhodeus sericeus amarus)